# Tassazione sui rifiuti
I rifiuti rappresentano una questione particolarmente problematica sia per l’ambiente, sia per l’economia. Una loro cattiva gestione, infatti, può causare gravi danni ambientali ed economici, in quanto:
- contribuisce al cambiamento climatico e all’inquinamento atmosferico, colpisce diversi ecosistemi (es. marino o costiero) e influisce significativamente, in via diretta o indiretta, sulla salute e sul benessere umano;
- tutto ciò che non viene riciclato o recuperato dai rifiuti costituisce uno spreco di materie prime e di altri fattori usati nella catena di produzione, determinando una perdita economica [1].

Su entrambi i versanti, l’obiettivo fondamentale delle politiche comunitarie e nazionali è la riduzione dell’impatto negativo dei rifiuti. A tale proposito, un sistema per raggiungere questo traguardo è la via della prevenzione: attraverso la condivisione, la riparazione, il riutilizzo e il riciclo di materiali e prodotti esistenti è infatti possibile estendere più a lungo il ciclo vitale degli stessi, contribuendo così a ridurre al minimo l’inquinamento.
Secondo gli ultimi dati Eurostat aggiornati al 2019, la quantità di immondizia pro-capite risulta di oltre mezza tonnellata a persona: è il dato più alto dal 2010, quando l’entità pro-capite era di 503 kg. La maggior parte dei rifiuti generati consiste nei c.d. rifiuti urbani, prodotti da famiglie, imprese e strutture pubbliche  ed è prevalentemente al fine di garantire il servizio di raccolta e smaltimento di tali rifiuti che interviene la tassazione ambientale in materia, finalizzata anche a finanziare interventi di risanamento e prevenzione e ad indirizzare le scelte di cittadini e imprese verso una maggiore sostenibilità ecologica.
Dinanzi alle emergenze ambientali, il legislatore è solito intervenire attraverso la c.d. politica del command and control , strutturata in due fasi:
1. di command: con meccanismi di regolazione legislativa e amministrativa aventi precisi standard ambientali;
2. di control: intensificando i controlli tramite sistemi di monitoraggio e apposite sanzioni.

Accanto a questi limiti e controlli, poi, operano le misure di fiscalità ambientale (“fiscalità verde”), che costituiscono parte essenziale delle politiche ambientali e fiscali in quanto orientano comportamenti individuali e collettivi e responsabilizzano imprese, consumatori e istituzioni. Come affermato dalla Commissione Europea nel Libro Bianco di Delors, “la c.d. fiscalità ecologica rappresenta lo strumento più efficace rimasto in capo agli Stati nazionali per orientare il mercato attraverso più efficienti e concorrenziali modelli di produzione”. Essa, infatti, attraverso l’internalizzazione dei costi ambientali nei prezzi di mercato, consente di ridurre l’entità dell’inquinamento prodotto e di correggere le distorsioni esistenti sul mercato per l’uso eccessivo delle risorse naturali, nonché quelle derivanti da indebiti vantaggi competitivi che l’inquinamento offre a quelle imprese che operano e producono senza sopportare costi volti a salvaguardare l’ambiente .
La complessità delle problematiche ambientali induce a considerare che solo un insieme di misure ben strutturate, comprese quelle tributarie, può consentire il raggiungimento di traguardi importanti anche nel lungo periodo.

## Descrizione

### Presupposti e finalità
L’OCSE individua cinque categorie di strumenti economici finalizzati alla tutela ambientale . In particolare, si tratta di:
1. tasse, imposte e tariffe, che possono avere funzione incentivante, disincentivante o entrambe;
2. sussidi, che hanno funzione di aiuto finanziario e sono volti ad incoraggiare misure o attività finalizzate alla riduzione dell’inquinamento;
3. depositi cauzionali, consistenti in sovrapprezzi sulla vendita di prodotti inquinanti che potranno essere restituiti nel caso di raccolta e riciclaggio degli stessi;
4. penalità e altre misure di deterrenza, applicabili ai soggetti che svolgono attività inquinanti;
5. permessi negoziabili e altri interventi sul mercato, volti a limitare le produzioni inquinanti o a favorire processi di produzione innovativi che abbiano un minor impatto ambientale.

In questo schema, la tassazione ambientale non va oltre il ruolo di strumento finalizzato al reperimento di risorse finanziarie per l’ambiente o di tributo disincentivante ed è posta sullo stesso piano degli altri strumenti economici, con i quali concorre ad indirizzare le scelte di cittadini e imprese. L’OCSE, dunque, non prevede lo strumento tributario come misura direttamente volta alla tutela dell’ambiente inteso come bene protetto, ma si limita ad utilizzarlo come semplice mezzo utile ad indirizzare i comportamenti dei produttori e dei consumatori .
Secondo la Commissione Europea, per poter parlare di “tributo ambientale” è necessario che vi sia una relazione causale tra il tributo e l’unità fisica che determina uno specifico danno o deterioramento scientificamente dimostrato del bene ambiente . Tale deterioramento ambientale, però, non deve essere assoluto, ma relativo: deve trattarsi, cioè, di un deterioramento sopportabile, possibilmente reversibile ed eventualmente riparabile. Sulla base del principio “chi inquina paga”, infatti, il deterioramento non sostenibile non può rientrare nella strumentazione tributaria, che dunque trova in esso una sorta di limite. Il danno ambientale irreversibile non può essere assunto a presupposto di un tributo ambientale, in quanto tale assunzione potrebbe comportare un’inaccettabile giustificazione morale a causare danni ambientali gravi e non riparabili. Questi ultimi devono essere colpiti con strumenti diversi, ossia con strumenti sanzionatori che fungano da deterrente all’esercizio di attività idonee a provocare tale tipo di deterioramento ambientale .
Sulla base di questa generale definizione di tributo ambientale, la stessa Commissione ha poi tracciato una distinzione tra tributi ambientali sull’inquinamento e tributi ambientali sui prodotti:
- i primi colpiscono l’emissione di sostanze inquinanti e sono calcolati misurando le emissioni inquinanti o sulla base di una stima del potenziale inquinante;
- i secondi colpiscono la produzione e il consumo di prodotti inquinanti (es. imposta sui sacchetti di plastica) o il consumo dei beni ambientali scarsi      [N 1] e sono calcolati misurando il deterioramento o il danno che deriva all’ambiente dal rilascio o dal consumo di determinate risorse, beni e     prodotti.

I rifiuti rappresentano una delle tante emissioni inquinanti dannose per l’ambiente, dunque i tributi in materia di rifiuti rientrano nella prima categoria individuata dalla Commissione Europea e sono volti sia reperire risorse finanziarie utili agli interventi di risanamento, smaltimento e prevenzione, sia ad indirizzare le scelte dei produttori e dei consumatori verso una maggiore sostenibilità ambientale.
In Italia, tra tutti i settori che possono formare oggetto di tutela ambientale , il legislatore si è concentrato quasi esclusivamente sul problema dei rifiuti, campo nel quale la nostra legislazione fiscale è piuttosto avanzata. Si pensi a provvedimenti quali:
1. la tassa sulla raccolta dei rifiuti solidi urbani: attualmente è la TARI, preceduta dalla TARSU, TIA1 (Tariffa di igiene ambientale), TIA2 (Tariffa integrata ambientale) e TARES;
2. il tributo provinciale per la tutela ambientale: tributo volto al finanziamento di opere di risanamento ambientale che si applica come addizionale sulla tassa per la raccolta dei rifiuti solidi urbani;
3. il canone per la raccolta e la depurazione delle acque reflue;
4. il tributo per il conferimento dei rifiuti in discarica, noto come ecotassa: prestazione dovuta alle Regioni (90% del gettito) e alle Province (10%     del gettito) [4] dai gestori degli impianti di discarica in base alla quantità dei rifiuti che in essi vengono scaricati.

I tributi versati dai cittadini per la raccolta dei rifiuti sono qualificati come tasse, che sono dovute da chiunque, persona fisica o giuridica, possieda, occupi o detenga a qualsiasi titolo locali o aree scoperte sul territorio comunale, a qualsiasi uso adibiti, suscettibili di produrre rifiuti urbani o ad essi assimilati, con vincolo di solidarietà fa i componenti il nucleo familiare o tra coloro che usano in comune i locali o le aree stesse . Le tasse sui rifiuti sono generalmente commisurate in relazione all’unità di superficie dell’immobile, tuttavia è possibile sostituire il modello tributario con una tariffa avente natura corrispettiva e rimessa alla potestà regolamentare dei Comuni, la quale può essere adottata in presenza di sistemi precisi di misurazione della quantità dei rifiuti conferiti al servizio pubblico dai singoli utenti . Le tariffe, parte fissa e variabile, sono articolate per le utenze domestiche e per quelle non domestiche:
1. la tariffa per le utenze domestiche è determinata per la parte fissa in rapporto alle superfici occupate ed in funzione del numero dei componenti il nucleo familiare, mentre per la parte variabile in rapporto ai costi complessivi relativi alla produzione dei rifiuti, ossia alla quantità complessiva di produzione dei rifiuti in funzione del numero di componenti il nucleo familiare;
2. la tariffa per le utenze non domestiche, invece, è determinata per la parte fissa in rapporto ai costi fissi per unità di superficie ed in funzione della tipologia di attività, per la parte variabile in rapporto ai costi unitari di gestione dei rifiuti per unità di superficie ed in funzione della     tipologia di attività.

La tassazione ambientale sui rifiuti è volta al reperimento di strumenti in gran parte finalizzati a finanziare servizi ambientali, come la raccolta e lo smaltimento dei rifiuti solidi urbani, e opere di risanamento ambientale sulla base del principio “chi inquina paga”. Dal punto di vista giuridico, tale funzione si realizza attraverso l’istituzione dei c.d. tributi di scopo, il cui gettito è appunto destinato (in tutto o in parte) ad opere di risanamento ambientale, anziché alla fiscalità generale . In particolare, per quanto riguarda il costo del servizio di raccolta e smaltimento dei rifiuti, esso si compone di due distinte quote :
1. i costi d’investimento (costi fissi), che sono la componente essenziale del costo del servizio di gestione dei rifiuti e si riferiscono agli investimenti per le opere e ai relativi ammortamenti;
2. i costi d’esercizio (costi variabili), che costituiscono un contributo rapportato alla quantità di rifiuti conferiti, al servizio erogato e all’entità dei costi di gestione, i quali devono tenere conto anche dei costi dello smaltimento dei rifiuti in discarica.

### Principi comunitari
I Paesi dell’UE adottano diversi approcci per raggiungere i loro obiettivi in materia di rifiuti. A livello europeo, infatti, è ancora assente un’uniformità in materia di tributi sui rifiuti e, più in generale, manca una definizione unitaria di tributo ambientale. La difficoltà è dovuta sia alla disomogeneità tra le misure economico-fiscali adottate dagli Stati, sia all’utilizzo della leva fiscale come strumento utile a perseguire solo in via indiretta l’obiettivo della tutela ambientale .
L'atto principale della normativa nel settore dei rifiuti è la Direttiva quadro sui rifiuti , la quale definisce una gerarchia per la gestione degli stessi, che prevede in primis la prevenzione, in secondo luogo la preparazione al riuso, al riciclaggio e al recupero di prodotti e materiali e infine il loro smaltimento. Gli obiettivi di tale provvedimento consistono nel prevenire, per quanto possibile, la generazione di rifiuti, usandoli come risorsa e riducendone al minimo il conferimento in discarica. A tale proposito, in molti Paesi in cui gli scarti alimentari e i rifiuti di giardinaggio costituiscono la frazione più consistente dei rifiuti solidi urbani, questi vengono raccolti separatamente e trasformati in una fonte energetica o in fertilizzante attraverso digestione anaerobica. Quest’ultima rappresenta un metodo di trattamento dei rifiuti che consiste nel sottoporre i bio-rifiuti  a processi di decomposizione biologica simili a quelli che avvengono nelle discariche, ma in maniera più controllata e all’esito dei quali vengono prodotti biogas e materiali residui che a loro volta possono essere usati come fertilizzante, al pari del compost .
Nel 2011, uno studio dell'Agenzia Europea dell’Ambiente (AEA o EEA) ha evidenziato i potenziali benefici derivanti da una migliore gestione dei rifiuti urbani, mostrando risultati notevoli. Infatti, tra il 1995 e il 2008, una migliore gestione di questi rifiuti ha comportato una riduzione significativa delle emissioni dei gas serra, attribuibile principalmente alla diminuzione delle emissioni di metano provenienti dalle discariche, evitate grazie al riciclaggio . I potenziali vantaggi, dunque, sono immensi e possono facilitare il cammino dell'UE verso un'economia circolare, dove nulla viene sprecato.
A tale proposito, con una Comunicazione del settembre 2014 , la Commissione Europea ha definito la necessità e l’opportunità di sviluppare il riciclo e il riuso dei rifiuti negli Stati membri dell’UE, promuovendo il principio di prevenzione e precauzione attraverso il rinnovamento e la modifica dei processi di trattamento e produzione dei rifiuti. Successivamente, nel dicembre 2015 la stessa Commissione ha adottato il c.d. Pacchetto Economia Circolare, contenente un piano d’azione dell’UE relativo all’intero ciclo vitale di prodotti e materiali: dalla progettazione, all’approvvigionamento, alla produzione e al consumo, fino alla gestione dei rifiuti e al mercato delle materie prime seconde. Si tratta di un intervento notevole per l’Europa, i suoi cittadini e le sue imprese, in quanto offre loro la possibilità di orientarsi nella direzione del rispetto e della sostenibilità ambientale e promuove l’integrazione sociale e l’innovazione ambientale .
Un altro approccio alla questione della tassazione dei rifiuti proposto dall’UE è il metodo c.d. pay-as-you-throw (PAYT). Si tratta di un modello di tariffazione della raccolta e del trattamento dei rifiuti che implica un’attribuzione unitaria dei costi di raccolta e di trattamento del pattume ai produttori dello stesso. In sostanza, in questo modo si tende ad incoraggiare chi produce rifiuti a generare meno unità di scarti e a risparmiare denaro, in quanto, appunto, la tassa è modulata sulla base della quantità di rifiuti prodotti. Il metodo PAYT, dunque, rende il calcolo della tassa sostenibile rispetto agli sforzi di riduzione degli scarti e di riciclaggio di prodotti da parte dei cittadini e delle industrie, motivandoli a diminuire la quantità di rifiuti generati e a differenziare i flussi di quelli adatti al riciclaggio.

## Evoluzione
Un primo tributo sui rifiuti fece la sua comparsa con la L. n. 366 del 20 marzo 1941, istitutiva di una prima tassa per lo smaltimento dei rifiuti solidi urbani (TARSU). Prima di tale intervento normativo vi era unicamente un corrispettivo privatistico a fronte del servizio individuale di raccolta dei rifiuti interni. La L. n. 366/1941 venne successivamente modificata dal D.P.R. 10/09/1982 (in attuazione delle direttive CEE n. 75/442, n. 76/403 e n. 73/319 in materia di rifiuti), con il quale divenne obbligatoria l’istituzione del tributo, e dal d.l. n. 66 del 2 marzo 1989, convertito dalla L. n. 144 del 24 aprile 1989. Infine, con la L. n. 421 del 23 ottobre del 1992 fu conferita al Governo una delega per la razionalizzazione delle discipline normative in materia di finanza territoriale, la quale portò all’emanazione del d.lgs. n. 507 del 15 novembre 1993, attraverso il quale il legislatore, pur mantenendo pressoché inalterato l’impianto generale della TARSU, ne ha ridefinito i caratteri rendendo più marcata la sua natura di “tassa”, attraverso il rafforzamento del legame tra la sua corresponsione e la prestazione del servizio pubblico di rimozione dei rifiuti .
La riforma del 1993, dunque, ha ufficialmente istituito la tassa per lo smaltimento dei rifiuti solidi urbani (TARSU), con l’intento di definire un sistema di tassazione basato sull’effettiva produzione di rifiuti. L’obiettivo posto dal provvedimento, però, non è stato del tutto raggiunto, in quanto il tributo è rimasto legato a criteri di ripartizione del costo del servizio di raccolta e smaltimento fondati sulla potenzialità della sua fruizione e non sul suo concreto utilizzo . La TARSU era dovuta al Comune e il pagamento del servizio dipendeva dalla superficie dell’immobile occupato o detenuto. La tassa era corrisposta in base a tariffe prestabilite dipendenti dall’uso dell’immobile (abitazione, locali commerciali, etc.) e si calcolava moltiplicando il numero di metri quadrati dell’immobile per la tariffa prevista per la categoria di appartenenza. La TARSU non si applicava agli immobili che presentavano condizioni di non utilizzabilità, le quali dovevano essere indicate in apposita documentazione . Questo sistema di tassazione presentava, però, diversi problemi. Primo tra tutti, il fatto che il presupposto della TARSU non fosse la fruizione del servizio di raccolta e smaltimento della nettezza urbana prestato dal Comune, ma l’occupazione e l’uso di un immobile situato sul territorio comunale sul quale l’ente rendeva il suo servizio. La TARSU, dunque, non era tanto una tassa sui rifiuti, quanto più un’imposta sull’uso degli immobili.
Il successivo d.lgs. n. 22 del 5 febbraio 1997, noto come decreto Ronchi, stravolge la disciplina previgente introducendo la tariffa di igiene ambientale (TIA o TIA1). La nuova normativa innova radicalmente la disciplina in materia di rifiuti solidi urbani, ponendosi in particolare nell’ottica di una maggiore tutela dell’ambiente (incentiva il riciclaggio, il recupero e il riutilizzo di prodotti). Anche con questo nuovo sistema si tenta di raggiungere una tassazione legata all’effettiva produzione di rifiuti, tuttavia, nuovamente, non vengono introdotti dei criteri riferiti al concreto utilizzo del servizio. Con l’emanazione del decreto Ronchi viene sostituita la denominazione di “tassa” con quella di “tariffa” e viene innovato il meccanismo di determinazione della stessa. Il cambio di prospettiva in tema di raccolta e smaltimento dei rifiuti emerge soprattutto dall’art. 49 della nuova disciplina. Rubricato “Istituzione della tariffa”, questo articolo segna il passaggio dalla “tassa” sui rifiuti solidi urbani alla “tariffa” di igiene ambientale, con l’obiettivo di consentire ai Comuni la copertura totale dei costi relativi al servizio di raccolta e smaltimento dei rifiuti e di incoraggiare i cittadini e le imprese a ridurre la quantità di pattume prodotto attraverso incentivi economici a fini ambientali. Nonostante ciò, la TIA non riesce comunque a realizzare un rapporto “sinallagmatico” perfetto, in quanto si fa ancora riferimento a parametri presuntivi e si includono i costi relativi ad aree soggette ad uso pubblico che sono fruibili dalla comunità senza distinzioni .
A questo scenario si è poi aggiunto l'art. 238 del d.lgs. 152/2006 (Testo Unico in materia Ambientale, noto con l’acronimo TUA o anche come Codice dell’Ambiente), che ha introdotto la tariffa per la gestione dei rifiuti urbani, comunemente nota come “tariffa integrata ambientale” (TIA2). Contemporaneamente all’istituzione della TIA2, la norma aveva previsto anche l'abrogazione della precedente disciplina contenuta nel decreto Ronchi (la TIA1). Tuttavia, l'attuazione concreta della TIA2 venne differita fino all'emanazione di un apposito decreto attuativo, che però non è mai stato emanato. Nelle more di tale intervento, allora, è stata disposta l’applicazione delle norme regolamentari vigenti, fatta salva l’applicazione del decreto Ronchi nei Comuni che avevano già adottato tale disciplina. Nel corso del tempo, sulla natura tributaria delle due TIA si è innestato un ampio contenzioso, a cui si è fatto ricorso soprattutto per chiarire l'applicazione, o meno, dell’obbligo di assoggettare le somme all’imposta sul valore aggiunto (IVA). Sul punto, dopo diverse e contrastanti pronunce giurisdizionali sia della Corte costituzionale, sia della Corte di Cassazione, è intervenuto il MEF (Ministero dell’Economia e delle Finanze), che, con Circolare n. 3/DF dell’11 novembre 2010, ha fornito chiarimenti sull’applicabilità dei prelievi concernenti le due TIA e la TARSU e ha dato indicazioni anche circa la natura non tributaria della tariffa della TIA1 e della TIA2 e la conseguente assoggettabilità ad IVA .
Un tentativo di miglioramento della disciplina si ha nel 2011, con l’introduzione del tributo comunale sui rifiuti e sui servizi (TARES). La tariffa viene commisurata in base alla qualità e alla quantità dei rifiuti prodotti su un’unità di superficie e in relazione alla tipologia di attività svolta e i Comuni hanno la possibilità di prevedere delle riduzioni tariffarie sia in base al tipo di immobile, sia in base al tipo di attività .
Nel 2014, la legge di stabilità per lo stesso anno  dispone l’abrogazione della TARES per sostituirla con l’Imposta Unica Comunale (IUC), basata su due presupposti impositivi: uno costituito dal possesso di immobili e legato alla loro natura e al loro valore, l'altro connesso all'erogazione e alla fruizione di servizi comunali . La IUC era costituita da:
1. l'imposta municipale propria o unica (IMU), di natura patrimoniale e dovuta dal possessore di immobili, escluse le abitazioni principali;
2. una componente riferita ai servizi, che a sua volta si articolava nel tributo per i servizi indivisibili (TASI), a carico del possessore e dell'utilizzatore dell'immobile, e nella tassa sui rifiuti (TARI), destinata a finanziare i costi del servizio di raccolta e smaltimento dei rifiuti, a carico dell'utilizzatore.

La TARI è l’attuale tributo destinato a finanziare i costi relativi al servizio di raccolta e smaltimento dei rifiuti solidi urbani ed è dovuta da chiunque possieda o detenga a qualsiasi titolo locali o aree scoperte suscettibili di produrre i rifiuti medesimi. Introdotta nel 2014 quale tributo facente parte della IUC insieme all’IMU e alla TASI, da quel momento ha sostituito il tributo comunale sui rifiuti e sui servizi (TARES), vigente per il solo anno 2013, che, a sua volta, aveva preso il posto di tutti i precedenti prelievi relativi alla gestione dei rifiuti, sia di natura patrimoniale, sia di natura tributaria (TARSU, TIA1, TIA2). La legge n. 160 del 27 dicembre 2019 (legge di bilancio per il 2020) ha poi successivamente abolito, a decorrere dall’anno 2020, la IUC e, tra i tributi che la costituivano, la TASI. Sono invece rimasti salvi l’IMU e la TARI .